# Non mi tradire
Non mi tradire è il terzo album del cantante italiano Paolo Vallesi, pubblicato nel 1994 dall'etichetta discografica RTI Music
Con questo disco l'artista ottiene il suo secondo Disco di Platino ed il terzo Disco d'Oro.
L'album presenta collaborazioni con i suoi amici e colleghi Eros Ramazzotti, Biagio Antonacci ed Irene Grandi, con la quale comincia un lungo tour.

## Tracce
1. Non mi tradire – 4:56 (testo: Telonio – musica: Paolo Vallesi)
2. Insieme a te – 5:22 (testo: Eros Ramazzotti, Elio Aldrighetti – musica: Eros Ramazzotti, Paolo Vallesi)
3. Vento di follia – 5:20 (testo: Telonio – musica: Paolo Vallesi)
4. L'eterna danza – 4:46 (testo: Alessandro Bertallot – musica: Paolo Vallesi)
5. La pelle e il cuore – 5:02 (Paola Massari, Paolo Vallesi)
6. Non mi tradire (reprise) – 0:24 (testo: Telonio – musica: Paolo Vallesi)
7. Vedi di non montarti la testa – 5:13 (testo: Telonio, Irene Grandi – musica: Paolo Vallesi, Irene Grandi)
8. Voglio fare l'amore con te – 4:20 (testo: Telonio – musica: Paolo Vallesi)
9. Non si ferma mai – 4:38 (testo: Beppe Dati, Telonio – musica: Paolo Vallesi)
10. In viaggio – 5:36 (Paolo Vallesi, Biagio Antonacci)
11. Bandiere – 4:12 (testo: Beppe Dati – musica: Paolo Vallesi)

Durata totale: 49:49
No me traiciones (album versione spagnola)
1. No me traiciones (testo: Telonio - adatt. spagnolo: Ignacio Ballesteros – musica: Paolo Vallesi)
2. Unido a ti (testo: Eros Ramazzotti, Elio Aldrighetti - adatt. spagnolo: Ignacio Ballesteros – musica: Eros Ramazzotti, Paolo Vallesi)
3. Vento di follia (testo: Telonio – musica: Paolo Vallesi)
4. La eterna danza (testo: Alessandro Bertallot - adatt. spagnolo: Ignacio Ballesteros – musica: Paolo Vallesi)
5. La piel y el corazón (Paola Massari, Paolo Vallesi - adatt. spagnolo: Ignacio Ballesteros)
6. Non mi tradire (reprise) (testo: Telonio – musica: Paolo Vallesi)
7. No te compliques la vida (testo: Telonio, Irene Grandi - adatt. spagnolo: Ignacio Ballesteros – musica: Paolo Vallesi, Irene Grandi)
8. Quiero hacer contigo el amor (testo: Telonio - adatt. spagnolo: Ignacio Ballesteros – musica: Paolo Vallesi)
9. No se detendrá (testo: Beppe Dati, Telonio - adatt. spagnolo: Ignacio Ballesteros – musica: Paolo Vallesi)
10. In viaggio (Paolo Vallesi, Biagio Antonacci)
11. Siempre (testo: Beppe Dati - adatt. spagnolo: Ignacio Ballesteros – musica: Paolo Vallesi)
12. Bandiere (testo: Beppe Dati – musica: Paolo Vallesi)

## Formazione
- Paolo Vallesi – voce, tastiera, pianoforte
- Gianni Salvatori – chitarra elettrica, cori, chitarra acustica
- Eric Buffat – tastiera, cori, programmazione
- Giacomo Castellano – chitarra elettrica
- Eros Ramazzotti – chitarra
- Riccardo Galardini – chitarra acustica, chitarra elettrica, mandolino
- Simone Marrucci – chitarra addizionale
- Dado Parisini – tastiera, cori, organo Hammond
- Stefano Allegra – basso
- Massimo Pacciani – batteria, percussioni
- Cesare Chiodo – basso
- Telonio – chitarra addizionale
- Stefano Cantini – sassofono soprano
- Emanuela Cortesi, Irene Grandi, Betty Maineri, Giulia Fasolino, Leonardo Abbate, Moreno Ferrara - cori

## Classifiche

### Classifiche settimanali
| Classifica (1994) | Posizione massima |
| ----------------- | ----------------- |
| Europa            | 57                |
| Italia            | 7                 |